# Melodifestivalen 2014
Melodifestivalen 2014 – 53. edycja szwedzkich preselekcji do Konkursu Piosenki Eurowizji 2014. Półfinały odbyły się kolejno: 1, 8, 15 oraz 22 lutego, koncert drugiej szansy – 1 marca, a finał – 8 marca. Podczas rund półfinałowych o wynikach decydowali telewidzowie za pomocą głosowania telefonicznego, natomiast reprezentanta wybrali wraz z międzynarodową komisją jurorską.
Selekcje wygrała Sanna Nielsen z utworem „Undo”, zdobywając w sumie 212 punktów w finale eliminacji.

## Format

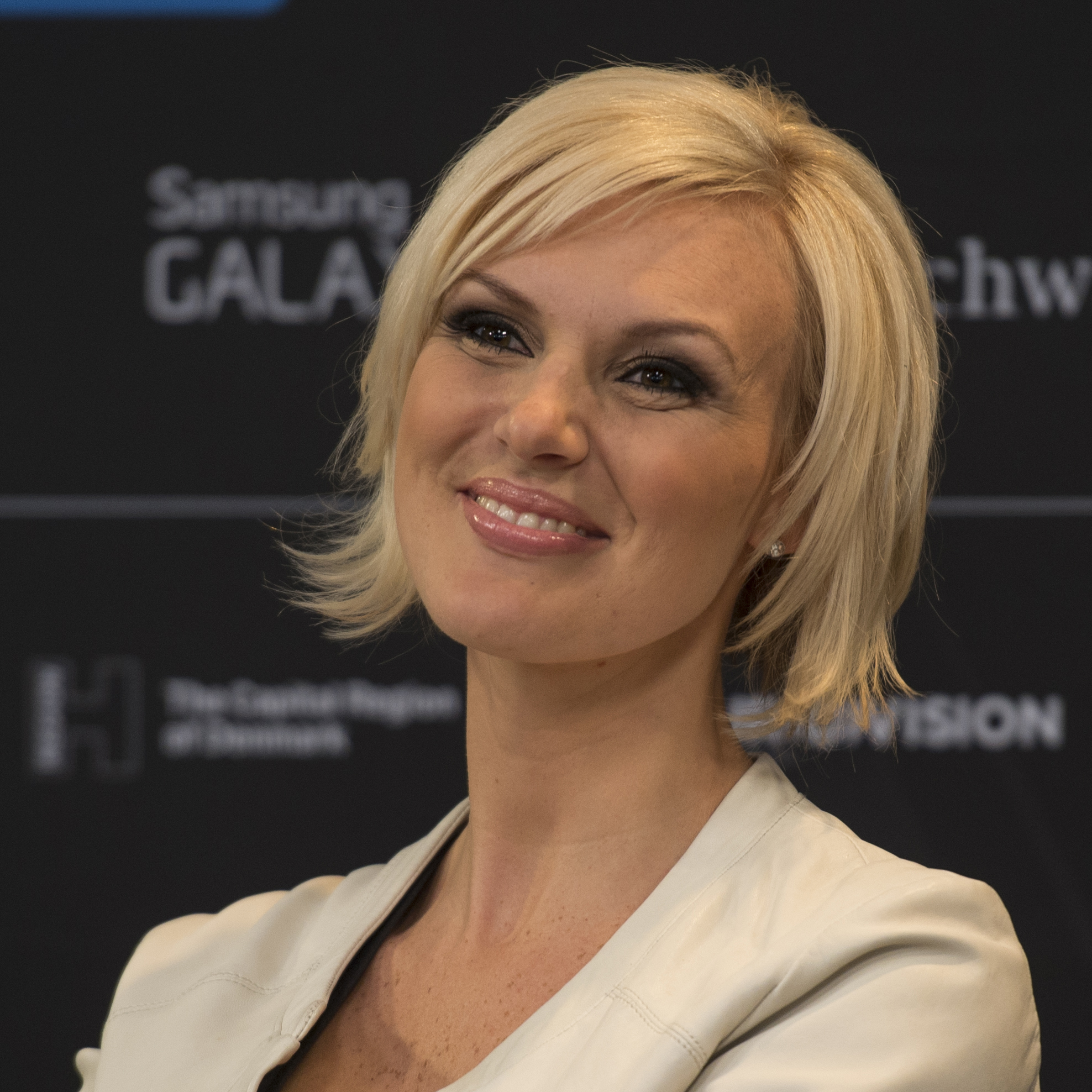
Zwyciężczyni Melodifestivalen 2014 – Sanna Nielsen

Trzydziestu dwóch uczestników podzielono na cztery ośmioosobowe półfinały. Z każdego półfinału dwójka najlepszych uczestników otrzymała automatyczny awans do finału. Laureaci trzeciego oraz czwartego miejsca półfinałów zakwalifikowali się zaś do dogrywki – drugiej szansy, z którego kolejna dwójka zakwalifikowała się do wielkiego finału.

### Harmonogram
Tradycyjnie każdy etap odbywał się w innym szwedzkim mieście, a finał został zorganizowany w Solnie na północ od centrum Sztokholmu.
| Data      | Miasto       | Miejsce                    | Pojemność | Etap                         |
| --------- | ------------ | -------------------------- | --------- | ---------------------------- |
| 1 lutego  | Malmö        | Malmö Arena                | 15 500    | Półfinał 1                   |
| 8 lutego  | Linköping    | Cloetta Center             | 11 500    | Półfinał 2                   |
| 15 lutego | Göteborg     | Scandinavium               | 14 000    | Półfinał 3                   |
| 22 lutego | Örnsköldsvik | Fjällräven Center          | 10 000    | Półfinał 4                   |
| 1 marca   | Lidköping    | Sparbanken Lidköping Arena | 12 500    | Druga szansa (Andra chansen) |
| 8 marca   | Solna        | Friends Arena              | 27 000    | Finał                        |

## Półfinały

### Półfinał 1
Pierwszy półfinał odbył się 1 lutego 2014 w Malmö Arena w Malmö. Spośród ośmiu uczestników bezpośrednio do finału awansowali: Yohio z piosenką „To the End” oraz Ellen Benediktson z utworem „Songbird”, a Helena Paparizou i Linus Svenning ze swoimi kompozycjami trafili do dogrywki – drugiej szansy.
| Lp. | Artysta            | Piosenka      | Tekst (t) / Muzyka (m)                                                                 | Liczba głosów | Liczba głosów | Liczba głosów | Miejsce | Rezultat     |
| Lp. | Artysta            | Piosenka      | Tekst (t) / Muzyka (m)                                                                 | Runda 1       | Runda 2       | Razem         | Miejsce | Rezultat     |
| --- | ------------------ | ------------- | -------------------------------------------------------------------------------------- | ------------- | ------------- | ------------- | ------- | ------------ |
| 1   | Yohio              | „To the End”  | Andreas Johnson (t/m), Johan Lyander (t/m), Peter Kvint (t/m), Yohio (t/m)             | 55 826        | 61 393        | 117 219       | 1       | Finał        |
| 2   | Mahan Moin         | „Aleo”        | Mahan Moin (t/m), Anderz Wrethov (t/m)                                                 | 6 943         | –             | 6 943         | 7       | Odpadła      |
| 3   | Linus Svenning     | „Bröder”      | Fredrik Kempe (t/m)                                                                    | 29 464        | 31 268        | 60 732        | 4       | Druga szansa |
| 4   | Elisa Lindström    | „Casanova”    | Ingela „Pling” Forsman (t), Bobby Ljunggren (m), Jimmy Jansson (m)                     | 18 143        | 19 171        | 37 314        | 5       | Odpadła      |
| 5   | Alvaro Estrella    | „Bedroom”     | Jakke Erixson (t/m), Jon Bordon (t/m), Lauren Francis (t/m), Kristofer Östergren (t/m) | 14 386        | –             | 14 386        | 6       | Odpadł       |
| 6   | Ellen Benediktson  | „Songbird”    | Sharon Vaughn (t), Johan Fransson (m), Tim Larsson (m), Tobias Lundgren (m)            | 43 619        | 55 825        | 99 444        | 2       | Finał        |
| 7   | Sylvester Schlegel | „Bygdens son” | Sylvester Schlegel (t/m)                                                               | 5 934         | –             | 5 934         | 8       | Odpadł       |
| 8   | Helena Paparizou   | „Survivor”    | Bobby Ljunggren (m), Henrik Wikström (m), Karl-Ola Kjellholm (m), Sharon Vaughn (t)    | 32 141        | 38 297        | 70 438        | 3       | Druga szansa |

Legenda:
     Uczestnicy, którzy awansowali do finału
     Uczestnicy, którzy trafili do drugiej szansy

### Półfinał 2
Drugi półfinał odbył się 8 lutego 2014 w Cloetta Center w Linköping. Spośród ośmiu uczestników bezpośrednio do finału awansowali: Sanna Nielsen z piosenką „Undo” oraz Panetoz z utworem „Efter solsken”, a Martin Stenmarck i J.E.M ze swoimi kompozycjami trafili do dogrywki – drugiej szansy.
| Lp. | Artysta             | Piosenka               | Tekst (t) / Muzyka (m)                                                                                      | Liczba głosów | Liczba głosów | Liczba głosów | Miejsce | Rezultat     |
| Lp. | Artysta             | Piosenka               | Tekst (t) / Muzyka (m)                                                                                      | Runda 1       | Runda 2       | Razem         | Miejsce | Rezultat     |
| --- | ------------------- | ---------------------- | --- | ------------- | ------------- | ------------- | ------- | ------------ |
| 1   | J.E.M               | „Love Trigger”         | Thomas G:son (t/m), Peter Boström (t/m), Julimar „J-Son” Santos (t/m)                                       | 18 790        | 26 872        | 45 662        | 4       | Druga szansa |
| 2   | The Refreshments    | „Hallelujah”           | Joakim Arnell (t/m)                                                                                         | 18 417        | 19 234        | 37 651        | 5       | Odpadli      |
| 3   | Manda               | „Glow”                 | Joy Deb (t/m), Linnéa Deb (t/m), Melanie Wehbe (t/m), Charlie Mason (t/m)                                   | 10 964        | –             | 10 964        | 8       | Odpadła      |
| 4   | Panetoz             | „Efter solsken”        | Johan Hirvi (t/m), Mats Lie Skåre (t/m), Nebeyu Baheru (t/m), Njol Badjie (t/m), Pa Modou Badjie (t/m)      | 25 986        | 31 415        | 57 401        | 2       | Finał        |
| 5   | Pink Pistols        | „I Am Somebody”        | Joakim Törnqvist (t/m), Nestor Geli (t/m), Per Ivar Hed (t/m), Susie Päivärinta (t/m), Tord Bäckström (t/m) | 11 435        | –             | 11 435        | 7       | Odpadli      |
| 6   | Sanna Nielsen       | „Undo”                 | Fredrik Kempe (t/m), David Kreuger (t/m), Hamed „K-One” Pirouzpanah (t/m)                                   | 52 542        | 57 050        | 109 592       | 1       | Finał        |
| 7   | Little Great Things | „Set Yourself Free”    | Charlie Grönvall (t/m), Cristoffer Wernqvist (t/m), Felix Grönvall (t/m), Adam Dahlström (t/m)              | 15 183        | –             | 15 183        | 6       | Odpadli      |
| 8   | Martin Stenmarck    | „När änglarna går hem” | Andreas Öhrn (t/m), Alexander Bard (t/m), Martin Stenmarck (t/m), Peter Boström (t/m)                       | 20 981        | 30 916        | 51 897        | 3       | Druga szansa |

Legenda:
     Uczestnicy, którzy awansowali do finału
     Uczestnicy, którzy trafili do drugiej szansy

### Półfinał 3
Trzeci półfinał odbył się 15 lutego 2014 w Scandinavium w Göteborgu. Spośród ośmiu uczestników bezpośrednio do finału awansowali: Oscar Zia z piosenką „Yes We Can” oraz Ace Wilder z utworem „Busy Doin’ Nothin’”, a State of Drama i Outtrigger ze swoimi kompozycjami trafili do dogrywki – drugiej szansy.
| Lp. | Artysta                     | Piosenka             | Tekst (t) / Muzyka (m)                                                                            | Liczba głosów | Liczba głosów | Liczba głosów | Miejsce | Rezultat            |
| Lp. | Artysta                     | Piosenka             | Tekst (t) / Muzyka (m)                                                                            | Runda 1       | Runda 2       | Razem         | Miejsce | Rezultat            |
| --- | --------------------------- | -------------------- | ------------------------------------------------------------------------------------------------- | ------------- | ------------- | ------------- | ------- | ------------------- |
| 1   | Outtrigger                  | „Echo”               | Joy Deb (t/m), Linnéa Deb (t/m), Anton Malmberg Hård af Segerstad (t/m), Outtrigger (t/m)         | 18 713        | 19 873        | 38 586        | 4       | Druga szansa        |
| 2   | EKO                         | „Red”                | Linnéa Deb (t/m), Joy Deb (t/m), Anna Lidman (t/m), Hannes Lundberg (t/m), Michael Ottosson (t/m) | 9 053         | –             | 9 053         | 8       | Dzika karta Odpadli |
| 3   | Oscar Zia                   | „Yes We Can”         | Fredrik Kempe (t/m), David Kreuger (t/m), Hamed „K-One” Pirouzpanah (t/m)                         | 29 790        | 30 945        | 60 735        | 1       | Finał               |
| 4   | Shirley Clamp               | „Burning Alive”      | Bobby Ljunggren (t/m), Marcos Ubeda (t/m), Sharon Vaughn (t/m), Henrik Wikström (t/m)             | 12 617        | –             | 12 617        | 6       | Odpadła             |
| 5   | State of Drama              | „All We Are”         | Göran Werner (t/m), Sanken Sandqvist (t/m), Emil Gullhamn (t/m), Sebastian Hallifax (t/m)         | 24 262        | 18 581        | 42 843        | 3       | Druga szansa        |
| 6   | CajsaStina Åkerström        | „En enkel sång”      | Cajsa Stina Åkerström (t/m)                                                                       | 10 789        | –             | 10 789        | 7       | Odpadła             |
| 7   | Ace Wilder                  | „Busy Doin’ Nothin’” | Ace Wilder (t/m), Joy Deb (t/m), Linnéa Deb (t/m)                                                 | 19 105        | 24 599        | 43 704        | 2       | Finał               |
| 8   | Dr. Alban i Jessica Folcker | „Around the World”   | Dr. Alban (t/m), Jakke Erixson (t/m), Karl-Ola Kjellholm (t/m)                                    | 18 041        | 19 689        | 37 730        | 5       | Odpadli             |

Legenda:
     Uczestnicy, którzy awansowali do finału
     Uczestnicy, którzy trafili do drugiej szansy

### Półfinał 4
Czwarty półfinał odbył się 22 lutego 2014 w Fjällräven Center w Örnsköldsvik. Spośród ośmiu uczestników bezpośrednio do finału awansowali: Alcazar z piosenką „Blame It on the Disco” oraz Anton Ewald z utworem „Natural”, a Ellinore Holmer i Ammotrack ze swoimi kompozycjami trafili do dogrywki – drugiej szansy.
| Lp. | Artysta         | Piosenka                | Tekst (t) / Muzyka (m)                                                                                                 | Liczba głosów | Liczba głosów | Liczba głosów | Miejsce | Rezultat            |
| Lp. | Artysta         | Piosenka                | Tekst (t) / Muzyka (m)                                                                                                 | Runda 1       | Runda 2       | Razem         | Miejsce | Rezultat            |
| --- | --------------- | ----------------------- | --- | ------------- | ------------- | ------------- | ------- | ------------------- |
| 1   | Alcazar         | „Blame It on the Disco” | Fredrik Kempe (t/m), David Kreuger (t/m), Hamed „K-One” Pirouzpanah (t/m)                                              | 42 061        | 55 392        | 97 453        | 1       | Finał               |
| 2   | I.D.A           | „Fight Me If You Dare”  | Albin Nicklasson (t/m), Nicklas Laine (t/m), Louise Frick Sveen (t/m)                                                  | 10 578        | –             | 10 578        | 6       | Dzika karta Odpadła |
| 3   | Janet Leon      | „Hollow”                | Karl-Ola Kjellholm (t/m), Jimmy Jansson (t/m), Louise Winter (t/m)                                                     | 8 307         | –             | 8 307         | 8       | Odpadła             |
| 4   | Ammotrack       | „Raise Your Hands”      | Jari Kujansuu (t/m), Thomas Johansson (t/m), Calle Kindbom (t/m), Mikael de Bruin (t/m)                                | 20 425        | 21 202        | 41 627        | 4       | Druga szansa        |
| 5   | Josef Johansson | „Hela natten”           | Peter Boström (m), Thomas G:son (m), Jonas Lundblad (t), Josef Johansson (t), Peo Thyrén (t)                           | 9 953         | –             | 9 953         | 7       | Odpadł              |
| 6   | Linda Bengtzing | „Ta mig”                | Nicke Borg (t/m), Jojo Borg Larsson (t/m)                                                                              | 15 239        | 15 861        | 31 100        | 5       | Odpadła             |
| 7   | Ellinore Holmer | „En himmelsk sång”      | Ellinore Holmer (t), Vanna Rosenberg (t), Åsa Schmalenbach (m), Josefina Sanner (m), Henrik Wikström (m), Amir Aly (m) | 21 411        | 24 465        | 45 876        | 3       | Druga szansa        |
| 8   | Anton Ewald     | „Natural”               | John Lundvik (t/m) | 39 105        | 32 570        | 71 675        | 2       | Finał               |

Legenda:
     Uczestnicy, którzy awansowali do finału
     Uczestnicy, którzy trafili do drugiej szansy

## Druga szansa
Dogrywka – druga szansa odbyła się 1 marca 2014 w Sparbanken Lidköping Arena w Lidköping. Do finału ostatecznie udało się awansować Helenie Paparizou piosenką „Survivor” oraz Linusowi Svenningowi z utworem „Bröder”.
| Lp. | Artysta          | Piosenka               | Tekst (t) / Muzyka (m)                                                                                                 | Liczba głosów | Liczba głosów | Liczba głosów | Miejsce | Rezultat       |
| Lp. | Artysta          | Piosenka               | Tekst (t) / Muzyka (m)                                                                                                 | Runda 1       | Runda 2       | Razem         | Miejsce | Rezultat       |
| --- | ---------------- | ---------------------- | --- | ------------- | ------------- | ------------- | ------- | -------------- |
| 1   | Ammotrack        | „Raise Your Hands”     | Jari Kujansuu (t/m), Thomas Johansson (t/m), Calle Kindbom (t/m), Mikael de Bruin (t/m)                                | 16 998        | –             | 16 998        | 8       | Odpadli        |
| 2   | Linus Svenning   | „Bröder”               | Fredrik Kempe (t/m) | 45 657        | 49 295        | 94 952        | 1       | Duet 2 Finał   |
| 3   | J.E.M            | „Love Trigger”         | Thomas G:son (t/m), Peter Boström (t/m), Julimar „J-Son” Santos (t/m)                                                  | 28 626        | –             | 28 626        | 6       | Odpadli        |
| 4   | State of Drama   | „All We Are”           | Göran Werner (t/m), Sanken Sandqvist (t/m), Emil Gullhamn (t/m), Sebastian Hallifax (t/m)                              | 29 352        | 22 150        | 51 502        | 5       | Odpadli        |
| 5   | Ellinore Holmer  | „En himmelsk sång”     | Ellinore Holmer (t), Vanna Rosenberg (t), Åsa Schmalenbach (m), Josefina Sanner (m), Henrik Wikström (m), Amir Aly (m) | 17 685        | –             | 17 685        | 7       | Odpadła        |
| 6   | Martin Stenmarck | „När änglarna går hem” | Andreas Öhrn (t/m), Alexander Bard (t/m), Martin Stenmarck (t/m), Peter Boström (t/m)                                  | 30 681        | 26 366        | 57 047        | 4       | Duet 2 Odpadł  |
| 7   | Helena Paparizou | „Survivor”             | Bobby Ljunggren (m), Henrik Wikström (m), Karl-Ola Kjellholm (m), Sharon Vaughn (t)                                    | 47 161        | 44 411        | 91 572        | 2       | Duet 1 Finał   |
| 8   | Outtrigger       | „Echo”                 | Joy Deb (t/m), Linnéa Deb (t/m), Anton Malmberg Hård af Segerstad (t/m), Outtrigger (t/m)                              | 33 876        | 27 083        | 60 959        | 3       | Duet 1 Odpadli |

Legenda:
     Uczestnicy, którzy awansowali do finału

### Duety
|  |            |                                         |            |                         |       |                 |                             |                 |
|  | Duety      | Duety                                   | Duety      |                         |       | Zakwalifikowani | Zakwalifikowani             | Zakwalifikowani |
|  | Duety      | Duety                                   | Duety      |                         |       | Zakwalifikowani | Zakwalifikowani             | Zakwalifikowani |
|  |            |                                         |            |                         |       |                 |                             |                 |
|  |            |                                         |            |                         |       |                 |                             |                 |
|  | Półfinał 3 | Outtrigger „Echo”                       | 51 627     |                         |       |                 |                             |                 |
|  | Półfinał 3 | Outtrigger „Echo”                       | 51 627     |                         |       |                 |                             |                 |
|  | Półfinał 1 | Helena Paparizou „Survivor”             | 123 859    |                         |       |                 |                             |                 |
|  | Półfinał 1 | Helena Paparizou „Survivor”             | 123 859    |                         |       | Półfinał 1      | Helena Paparizou „Survivor” | Finał           |
|  |            |                                         |            |                         |       | Półfinał 1      | Helena Paparizou „Survivor” | Finał           |
|  |            |                                         | Półfinał 1 | Linus Svenning „Bröder” | Finał |                 |                             |                 |
|  | Półfinał 1 | Linus Svenning „Bröder”                 | Półfinał 1 | Linus Svenning „Bröder” | Finał | 77 706          |                             |                 |
|  | Półfinał 1 | Linus Svenning „Bröder”                 |            |                         |       |                 |                             |                 |
|  | Półfinał 2 | Martin Stenmarck „När änglarna går hem” | 71 844     |                         |       |                 |                             |                 |
|  | Półfinał 2 | Martin Stenmarck „När änglarna går hem” | 71 844     |                         |       |                 |                             |                 |
|  |            |                                         |            |                         |       |                 |                             |                 |

## Finał
Finał odbył się 8 marca 2014 w Friends Arena w Solnie. Ostatecznie zwyciężczynią preselekcji została Sanna Nielsen z piosenką „Undo”, zdobywając w sumie 212 punktów.
| Lp. | Artysta           | Piosenka                | Tekst (t) / Muzyka (m)                                                                                 | Liczba punktów | Liczba punktów | Liczba punktów | Miejsce |
| Lp. | Artysta           | Piosenka                | Tekst (t) / Muzyka (m)                                                                                 | Jury           | Widzowie       | Razem          | Miejsce |
| --- | ----------------- | ----------------------- | --- | -------------- | -------------- | -------------- | ------- |
| 1   | Anton Ewald       | „Natural”               | John Lundvik (t/m)                                                                                     | 4              | 14             | 18             | 10      |
| 2   | Ellen Benediktson | „Songbird”              | Sharon Vaughn (t), Johan Fransson (m), Tim Larsson (m), Tobias Lundgren (m)                            | 31             | 30             | 61             | 7       |
| 3   | Alcazar           | „Blame It on the Disco” | Fredrik Kempe (t/m), David Kreuger (t/m), Hamed „K-One” Pirouzpanah (t/m)                              | 62             | 48             | 110            | 3       |
| 4   | Oscar Zia         | „Yes We Can”            | Fredrik Kempe (t/m), David Kreuger (t/m), Hamed „K-One” Pirouzpanah (t/m)                              | 21             | 32             | 53             | 8       |
| 5   | Linus Svenning    | „Bröder”                | Fredrik Kempe (t/m)                                                                                    | 46             | 37             | 83             | 5       |
| 6   | Helena Paparizou  | „Survivor”              | Bobby Ljunggren (m), Henrik Wikström (m), Karl-Ola Kjellholm (m), Sharon Vaughn (t)                    | 57             | 27             | 84             | 4       |
| 7   | Yohio             | „To the End”            | Andreas Johnson (t/m), Johan Lyander (t/m), Peter Kvint (t/m), Yohio (t/m)                             | 39             | 43             | 82             | 6       |
| 8   | Sanna Nielsen     | „Undo”                  | Fredrik Kempe (t/m), David Kreuger (t/m), Hamed „K-One” Pirouzpanah (t/m)                              | 90             | 122            | 212            | 1       |
| 9   | Panetoz           | „Efter solsken”         | Johan Hirvi (t/m), Mats Lie Skåre (t/m), Nebeyu Baheru (t/m), Njol Badjie (t/m), Pa Modou Badjie (t/m) | 15             | 18             | 33             | 9       |
| 10  | Ace Wilder        | „Busy Doin’ Nothin’”    | Ace Wilder (t/m), Joy Deb (t/m), Linnéa Deb (t/m)                                                      | 97             | 113            | 210            | 2       |

Legenda:
     Zdobywca pierwszego miejsca
     Zdobywca drugiego miejsca
     Zdobywca trzeciego miejsca

### Głosowanie
| Numer | Piosenka                | Włochy | Niemcy | Izrael | Francja | Holandia | Malta | Rosja | Wielka Brytania | Estonia | Hiszpania | Dania | Punkty jury | Audiotele/SMS | Audiotele/SMS | Audiotele/SMS | Razem | Miejsce |
| Numer | Piosenka                | Włochy | Niemcy | Izrael | Francja | Holandia | Malta | Rosja | Wielka Brytania | Estonia | Hiszpania | Dania | Punkty jury | Głosy         | %             | Punkty        | Razem | Miejsce |
| ----- | ----------------------- | ------ | ------ | ------ | ------- | -------- | ----- | ----- | --------------- | ------- | --------- | ----- | ----------- | ------------- | ------------- | ------------- | ----- | ------- |
| 1     | „Natural”               | –      | –      | 1      | –       | –        | 2     | –     | –               | –       | 1         | –     | 4           | 35 208        | 3,0%          | 14            | 18    | 10      |
| 2     | „Songbird”              | 6      | 4      | –      | 1       | 10       | –     | 2     | 2               | 4       | 2         | –     | 31          | 75 748        | 6,4%          | 30            | 61    | 7       |
| 3     | „Blame It on the Disco” | 10     | 8      | 8      | 12      | 6        | 6     | –     | 12              | –       | –         | –     | 62          | 120 654       | 10,1%         | 48            | 110   | 3       |
| 4     | „Yes We Can”            | 4      | 1      | –      | –       | –        | 8     | 4     | 8               | –       | 6         | 1     | 32          | 52 844        | 4,3%          | 21            | 53    | 8       |
| 5     | „Bröder”                | –      | 12     | 2      | 6       | 1        | –     | 10    | 1               | 12      | –         | 2     | 46          | 93 974        | 7,9%          | 37            | 83    | 5       |
| 6     | „Survivor”              | 2      | 6      | 6      | 4       | 2        | 12    | 1     | 4               | 2       | 10        | 8     | 57          | 67 366        | 5,6%          | 27            | 84    | 4       |
| 7     | „To the End”            | 1      | –      | 4      | 2       | –        | 4     | 6     | –               | 8       | 4         | 10    | 39          | 109 363       | 9,3%          | 43            | 82    | 6       |
| 8     | „Undo”                  | 8      | 10     | 10     | 10      | 4        | 10    | 8     | 6               | 6       | 12        | 6     | 90          | 307 788       | 25,8%         | 122           | 212   | 1       |
| 9     | „Efter solsken”         | –      | 2      | –      | –       | 8        | –     | –     | –               | 1       | –         | 4     | 15          | 45 614        | 3,8%          | 18            | 33    | 9       |
| 10    | „Busy Doin’ Nothin’”    | 12     | –      | 12     | 8       | 12       | 1     | 12    | 10              | 10      | 8         | 12    | 97          | 283 831       | 23,8%         | 113           | 210   | 2       |